# Jo Johnson
Jo Johnson, teljes nevén Joseph Edmund Johnson (London, 1971. december 23. –) brit politikus, az orpingtoni választókerület volt képviselője, az egyetemekért felelős volt államminiszter, Boris Johnson miniszterelnök öccse.

## Családja
Szülei Stanley Johnson és Charlotte Johnson Wahl, testvérei: Boris Johnson, Rachel Johnson, Leo Johnson.

## Életpályája
Tanulmányait - többek között - Etonben és Brüsszelben végezte. 2005-ben házasodott; felesége Amelia Gentleman.
2019. szeptember 4-én Jo Johnson lemondott képviselői mandátumáról és a bátyja, Boris Johnson miniszterelnök kormányában viselt miniszteri posztjáról. Jo Johnson a Twitter-oldalán azzal magyarázta döntését, hogy 

„Az elmúlt hetekben feloldhatatlan ellentmondásba került a családja iránt érzett lojalitása és a nemzet érdeke.”